# Thiaminase
La thiaminase, ou thiamine pyridinylase, est une transférase qui catalyse la réaction :
thiamine + pyridine  {\displaystyle \rightleftharpoons }  1-[(4-amino-2-méthylpyrimidin-5-yl)méthyl]pyridinium + 4-méthyl-5-(2-hydroxyéthyl)thiazole.
Cette enzyme intervient dans la dégradation de la thiamine, ou vitamine B1.
On la trouve chez toute une variété d'organismes, allant de plantes telles que des fougères du genre Pteridium ou Marsilea, jusqu'à des poissons tels que les carpes et les poissons rouges, en passant par des bactéries telles que Bacillus subtilis et un ver à soie africain Anaphe venata (en).
La consommation humaine de ces plantes ou de ces animaux crus — la thiaminase est dénaturée par la cuisson — peut induire une carence en vitamine B1, dont la forme extrême est le béribéri. Ce facteur antivitaminique n'est guère dangereux pour l'homme qui ne consomme que rarement ces plantes et animaux crus.
Le rôle de la thiaminase n'est pas connu avec certitude. On pense néanmoins qu'elle protège les fougères des insectes.
Il existe une autre enzyme, l'aminopyrimidine aminohydrolase, jadis appelée « thiaminase II », qui participe plutôt à une voie de sauvetage des nucléotides en préservant le groupe pyrimidine plutôt qu'à la dégradation complète de la molécule.